# Виншон, Огюст
Огюст Жан Батист Виншон (фр. Auguste Vinchon; 5 августа 1789, Париж — 16 августа 1855, Бад-Эмс, герцогство Нассау) — французский художник.

## Биография
Уроженец Парижа. Учился живописи у художника Джоаккино Джузеппе Серанджели. В 1813 году выиграл Римскую премию II степени, а в 1814 году — Римскую премию I степени, благодаря чему смог за государственный счёт отправиться в Рим, где проживал вместе с другими французскими художниками на вилле Медичи. 
Во времена Первой Империи, Виншон и Николя Госсе написали для Лувра несколько сцен на античный сюжет по мотивам помпейских фресок.
В 1816–1817 годах французский дипломат граф де Блакас организовал реконструкцию церкви Сантиссима-Тринита-дей-Монти, расположенной в Риме рядом с виллой Медичи. Работы были поручены обладателям Римской премии, включая Виншона, Жана Огюста Доминика Энгра, Анри Жозефа де Форестье, Леона Пальера, Франсуа Эдуара Пико, Жана Ало и Жан-Батиста Тома.
По возвращении из Италии, Виншону было предложено украсить серией фресок одну из часовен в парижской церкви Сен-Сюльпис, что он и исполнил.
Во время реставрации Бурбонов (1815–1830) и Июльской монархии (1830–1848) Виншон считался одним из представителей художественного направления «Juste milieu» («Золотая середина»), к которому также относят Жозефа Дезире Кура, Ораса Верне, Шарля Эмиля Калланда де Шампмартена и Ари Шеффера. Этао направление находилось между художниками-классиками, такими, как Огюст Кудер, и художниками-романтиками, такими как Эжен Делакруа. 
В 1827 году Виншон стал кавалером ордена Почётного легиона.
В период с 1833 по 1835 год Виншон создал большую по размерам картину, посвящённую выступлению политика Буасси д’Англа во время Прериальского восстания. Картина была написана в рамках конкурса на украшение зала заседаний новой Палаты депутатов в Бурбонском дворце. Виншон не выиграл конкурс и картина никогда не выставлялась в Бурбонском дворце, однако, в 1838 году она была приобретена магистратом города Анноне, и с тех пор украшает зал регистрации браков местной ратуши. 
Другая огромная картина Виншона на революционный сюжет сегодня хранится в музее Французской революции в Визии. Также Виншон расписал гризайльями здание парижской биржи (Броньярский дворец).
В 1848 году Виншшон  изобразил короля Луи Филиппа со свитой, посещающим одну из галерей Версаля, чтобы увидеть, как статуя Жанны д’Арк выглядит при свете факелов. Эта картина, в свою очередь, сейчас тоже хранится в Версале. 
Кроме крупных общественных заказов, Виншон писал исторические картины, а также работы на злободневный сюжет. Так, пользуется известностью его картина, посвящённая Самофракийскому холокосту — истреблению турками греческого населения острова Самофракия в ходе войны за Независимость Греции.
Огюст Виншон скончался на водах в немецком курортном городе Бад-Эмс, в герцогстве Нассау, но был похоронен в Париже, на кладбище Пер-Лашез (37-й дивизион). Известный драматург Камиль Дусе выступил с речью на его похоронах.

## Галерея
- Проперций и Цинтия в Тиволи.
- Портрет маршала Брюна.
- Грек оплакивает семью, погибшую во время резни в Самофракии.